# Albert Carapezzi
Albert Carapezzi est un coureur cycliste français, né le 9 décembre 1914 à Levallois-Perret et mort le 19 mars 2000 à Colombes.

## Palmarès
- 1932
  - 2e du championnat de France des sociétés
- 1933
  - 2e de Paris-Soissons
  - 3e du championnat de France des sociétés
- 1934
  - Paris-Conches
  - 2e de Paris-Amboise
  - 3e de Paris-Chauny
- 1935
  - Grand Prix de Boulogne-Billancourt
- 1936
  - 2e du championnat de France des sociétés
- 1937
  - 2e de Paris-Rouen
  - 3e de Paris-Barentin
- 1942
  - 2e du championnat de France de cyclo-cross (zone occupée)
- 1945
  - 3e du championnat d'Île-de-France de cyclo-cross
  - 4e du championnat de France de cyclo-cross[3]
- 1947
  - 3e du championnat d'Île-de-France de cyclo-cross